# Liste der Monuments historiques in Saint-Aubin-de-Branne
Die Liste der Monuments historiques in Saint-Aubin-de-Branne führt die Monuments historiques in der französischen Gemeinde Saint-Aubin-de-Branne auf.

## Liste der Bauwerke
| Bezeichnung       | Beschreibung              | Standort | Kennzeichnung | Schutzstatus | Datum | Bild |
| ----------------- | ------------------------- | -------- | ------------- | ------------ | ----- | ---- |
| Kirche Notre-Dame | Erbaut im 12. Jahrhundert | (Lage)   | PA00083713    | Inscrit      | 1925  |      |

## Liste der Objekte
| Bezeichnung                           | Beschreibung                                | Standort                        | Kennzeichnung | Schutzstatus | Datum | Bild |
| ------------------------------------- | ------------------------------------------- | ------------------------------- | ------------- | ------------ | ----- | ---- |
| Hauptaltar mit Retabel und Tabernakel | Holz und Stein, Anfang des 18. Jahrhunderts | in der Kirche Notre-Dame (Lage) | PM33000662    | Classé       | 1970  |      |
| Skulptur Jungfrau Maria               | Holz, bemalt, 18. Jahrhundert               | in der Kirche Notre-Dame (Lage) | PM33000663    | Classé       | 1970  |      |